# Імре Текелі
Імре Текелі (угор. Thököly Imre, 25 вересня 1657 — 13 вересня 1705) — угорський політичний та військовий діяч, очільник куруців у 1682–1685 роках,  Великий князь Трансільванії у 1690—1691 роках.

## Життєпис

### Походження та ранні роки життя
Походив із впливової родини Текелі. Син графа Іштвана II Текелі та Марії Гиулафі. Імре Текелі народився в Кежмарку, Угорське королівство (сьогодні Кежмарок в Словаччині) у вересні 1657 року. Текелі втратив мати ще дитиною. Навчався в Євангеличному реформістському коледжі у Пряшеві. Потім виховувався дядьком Михайлом Текелі. 
Після початку угрудні 1670 році повстання свого батька проти Габсбургів приєднується до нього. Його батько, учасник антигабсбурської змови Зринських — Франкопана, був убитий імперськими військами при захисті свого замку Арва (Словацькою: Orava, в даний час в північній частині Словаччини), а Імре втік із замку до Трансільванії, де він сховався з Михайлом Текелі.

### Анти-Габсбурське повстання

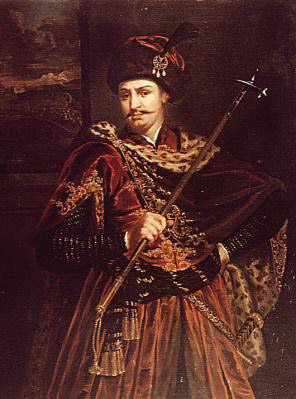
Молодий Імре Текелі, картина часів його життя

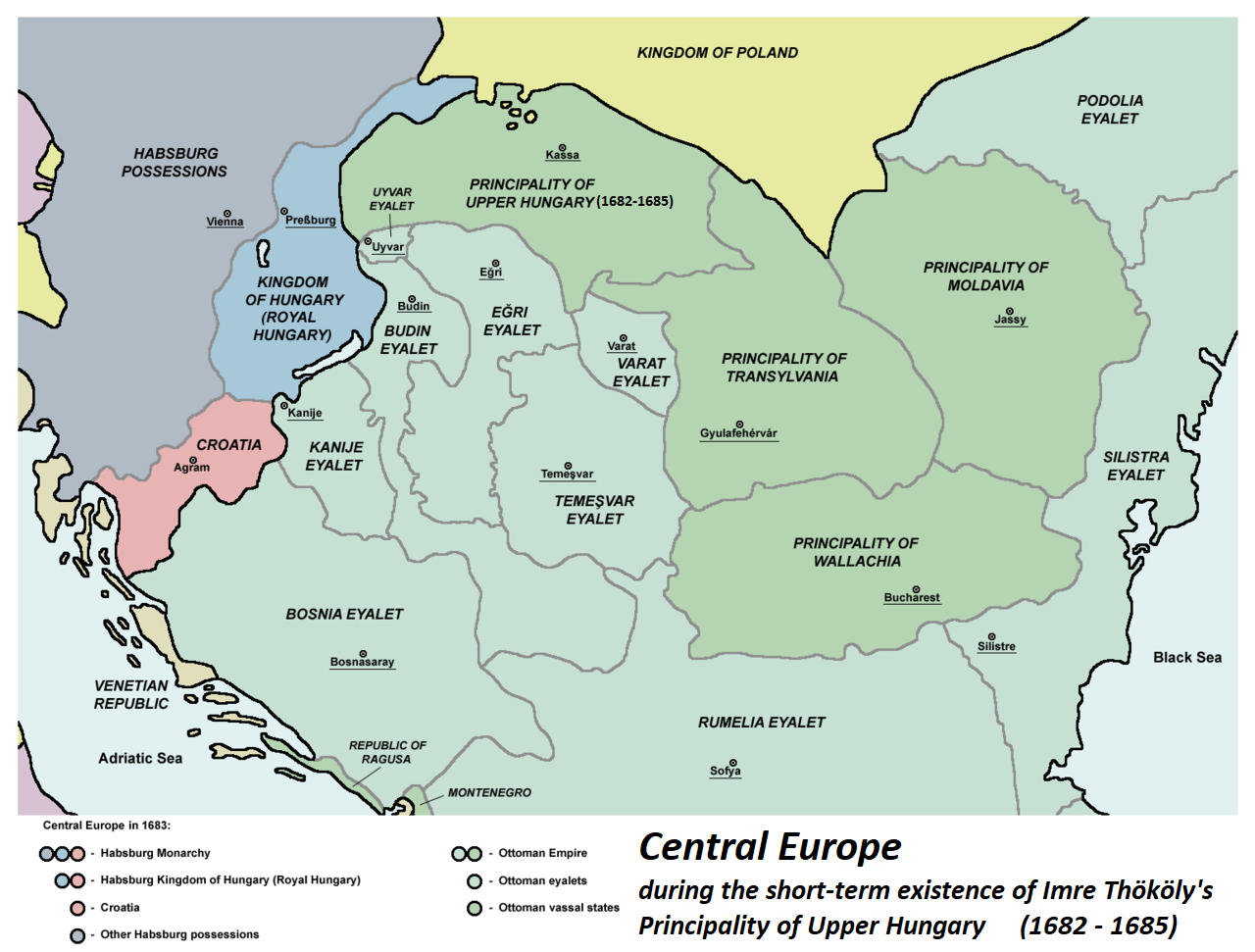
Князівство Імре Текелі - Князівство Верхньої Угорщини (Principality of Upper Hungary) в 1683 році.

Після навчання переходить на службу до Михайла I Апафі, господаря Трансильванії. У 1677 році Імре Текелі призначається заступником господаря. Це викликало конфлікт з Павлом Веселенієм, генералом угорців. У 1678 році Текелі з військом куруців, які підтримали останнього, розпочав нове повстання проти Габсбургів. В цьому Текелі допомагали агенти Людовика XIV, який на той час воював з Австрією. Основні походи відбувалися у Словаччині, де він вів численні бої з австрійськими військами. Водночас уклав таємний союз з Османською імперією, від якої отримав грошову допомогу у 40 тисяч талерів. До 1681 року Імре Текелі звільнив 13 північно—західних комітатів Угорщини та оголосив себе королем Верхньої Угорщини. Імператор Леопольд I Габсбург та Османська імперія визнали цей факт. Для зміцнення свого становища одружився з представницею впливового магнатського роду Ілоною Зріні (1682 рік).

### Альянс з Османською імперією
З початком Війни Священної ліги у 1683 році Імре Текелі воював на боці Османської імперії. Під час війни воював під Пресбургом та Віднем. Разом з іншими частинами Османської армії зазнав поразки та відступив до Трансильванії. Ця невдача підірвала популярність Текелі в Угорщині. Великий візир Кара-Мустафа звинуватив Текелі у поразці під Віднем. Останній вимушений був приїхати до Едірне, де тоді мешкав султан Мехмед IV, щоб виправдатися. Це йому вдалося, втім трансильванські та османські сили були розбиті в Угорщині. Тому Імре Текелі вирішив замиритися з імператором через посередництво Яна III, короля Речі Посполитої. Проте цього Текелі не вдалося. Вже до 1685 року австрійські війська захопили північно-східну Угорщину. Після цього османи перестали довіряти Текелі й ув'язнили того. У 1686 році Імре Текелі зумів звільнитися, щоб продовжити війни проти Австрії. Проте знову зазнав поразки. Недовіра султана до Текелі відновилася у 1688 році, тому Текелі було знову заарештовано. Втім Османській імперії потрібен був ватажок, що міг би зашкодити австрійським військам у захопленні Трансильванії. У 1690 році Імре Текелі було звільнено та призначено господарем Трансильванії.
Деякий час він з успіхом боровся у Трансильванії, але у 1691 році зазнав поразки й вимушений був залишити Трансильванію. Втім продовжував воювати на боці Османської імперії до укладання Карловицького миру у 1699 році. Після цього здійснив декілька невдалих спроб повернути собі Трансильванію. Зрештою оселився у Стамбулі, отримав від султана пенсію та володіння містом Видин. Помер 13 вересня 1705 року у м. Ізміт.

## Вшанування пам'яті
28 квітня 2022 року у місті Мукачево вулицю В'ячеслава Шишкова перейменували на вулицю Імре Текелі.